# Raorchestes menglaensis
Raorchestes menglaensis es una especie de ranas que habita en la provincia de Yunnan (China) y, posiblemente, también en Laos.
Esta especie podría estar amenazada de extinción debido a la destrucción de su hábitat natural.